# Afrikaanderplein

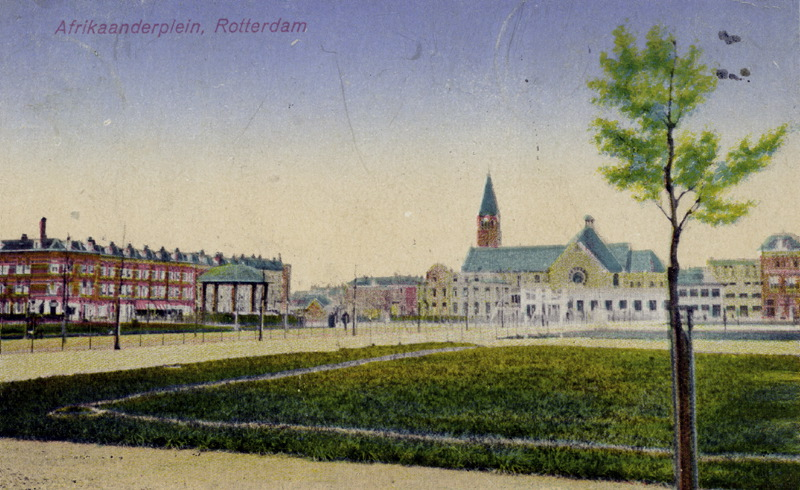
Het Afrikaanderplein in 1930

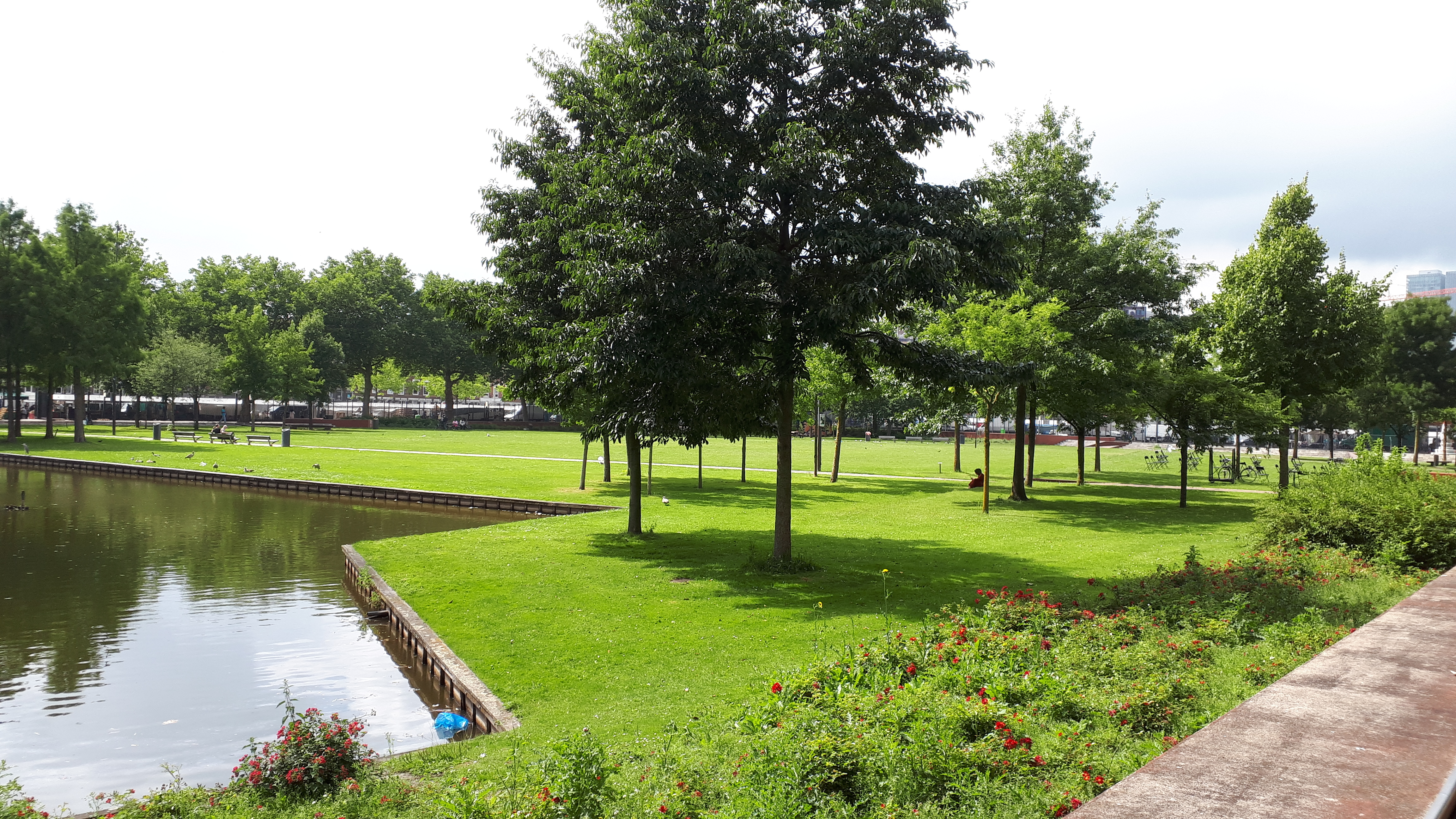
Het Afrikaanderplein in 2020

Het Afrikaanderplein is een plein in Rotterdam-Zuid, aan de Paul Krugerstraat. De Rooms-katholieke Sint-Franciscus van Assisikerk werd in 1912-1913 gebouwd op de hoek van het plein en de Paul Krugerstraat. De kerk werd in 1975 gesloopt. 
Tussen 1909 en 1917 lag er een voetbalveld. Op dat veld voetbalde de hoofdmacht van Wilhelmina, dat in 1912 Feyenoord zou worden. In de Tweede Wereldoorlog werden er groenten gekweekt ten behoeve van de voedselvoorziening.
Op het plein stond al in 1930 een achtkantige muziektent, deze werd in 1964 wegens bouwvalligheid gesloopt. Tussen 1960 en 1980 waren jaarlijks terugkerende evenementen de kermis en het circus, onder andere het circus Toni Boltini.
Op het plein wordt sedert 1964 op woensdag en zaterdag een warenmarkt, de zogenaamde Afrikanermarkt, gehouden. Deze markt stond daarvoor langs de Maashaven en Hillelaan en werd Maashavenmarkt genoemd. De Afrikanermarkt is een van de grootste in Nederland, ze trekt veel publiek uit de omliggende wijken. Een groot deel hiervan is van allochtone afkomst.
Op het grote plein worden regelmatig (buurt)evenementen georganiseerd.
Afrikaanderplein ·
Atjehstraat ·
Beijerlandselaan ·
Brede Hilledijk ·
Brielselaan ·
Boulevard Zuid ·
Charloisse Lagedijk ·
Coen Moulijnweg ·
Dordtselaan ·
Dordtsestraatweg ·
Dorpsweg ·
Goereesestraat ·
Groene Hilledijk ·
Groene Kruisweg ·
Grondherendijk ·
Katendrechtse Lagedijk ·
Kerkwervesingel ·
Kromme Zandweg ·
Laan op Zuid ·
Lange Hilleweg · 
Maastunnelplein ·
Mijnsherenlaan ·
Oldegaarde ·
Oranjeboomstraat ·
Pendrechtseweg ·
Plein 1953 ·
Pleinweg ·
Pretorialaan ·
Prins Hendrikkade ·
Riederlaan · 
Rosestraat ·
2e Rosestraat .
Slinge ·
Smeetlandsedijk · 
Stadionweg ·
Stieltjesplein ·
Stieltjesstraat ·
Strevelsweg ·
Vaanweg ·
Veerlaan ·
Vondelingenweg ·
Wilhelminakade ·
Wilhelminaplein ·
Zuiderpark ·
Zuiderparkweg ·
Zuidplein